# Harald Pager
Harald Pager (* 30. Dezember 1923 in Römerstadt, Tschechoslowakei; † 1. Juli 1985 in Windhoek, Namibia) war ein Grafiker und Erforscher prähistorischer Felszeichnungen im Süden Afrikas.

## Leben
Harald Pager, Sohn eines Anwaltsehepaars, wurde 1923 in Römerstadt (Rýmařov im heutigen Tschechien) geboren und wuchs in Österreich auf. Nach dem Wehrdienst während des Zweiten Weltkriegs studierte er Kunst in Graz. 1952 wanderte er nach Südafrika aus. In Johannesburg arbeitete er als Werbegrafiker und heiratete.
Nachdem er Fotografien von Petroglyphen gesehen hatte, besuchte er zahlreiche Fundstätten prähistorischer Felsbilder. Ab 1967 wohnte er mit seiner Frau in der Nähe der Ndedema-Grotte in den Drakensbergen, deren Felsgravuren er zwei Jahre lang mit einem selbstentwickelten Verfahren kopierte. Das Ergebnis wurde 1971 in Graz veröffentlicht.
Nach dem Erscheinen seines zweiten Buchs 1975 erhielt Pager das Angebot des Instituts für Ur- und Frühgeschichte der Universität Köln, die Felszeichnungen des Brandbergmassivs zu dokumentieren. Bis zu seinem Lebensende widmete er sich dieser Aufgabe. Pager kopierte etwa 45.000 Felszeichnungen an 879 Fundstellen.
Harald Pager starb 1985 in Windhoek an Krebs. Seine Arbeiten vom Brandberg wurden 1989 bis 2006 vom Kölner Heinrich Barth Institut in mehreren Bänden veröffentlicht. 2016 erfolgte die Online-Veröffentlichung durch das African Archaeology Archive Cologne.

## Werke
- 1971: Ndedema. A documentation of the rock paintings of the Ndedema Gorge.
- 1975: Stone Age. Myth and Magic as documented in the rock paintings of South Africa.
- 1989–2006: The Rock Paintings of the Upper Brandberg,
  - 1989: Bd. I.
  - 1993: Bd. II.
  - 1995: Bd. III.
  - 1998: Bd. IV.
  - 2000: Bd. V.
  - 2006: Bd. VI.